# LOVE@MESSENGER
「LOVE@MESSENGER」（ラブ・メッセンジャー）は、野中藍の3作目のシングル。2006年10月4日に スターチャイルドから「トキメキの言葉」と同時リリースされた。（発売元・販売元はキングレコード）

## 概要
- 表題曲「LOVE@MESSENGER」は、ユーロ調ベースのポップスナンバー。積極的な想いをテーマに、野中自身のユーモアを描いたものとなっており、サビには自身の名前とかけた歌詞が用いられているなど、詞・曲ともに弾けたものとなっている。
- ミュージッククリップは、「夢のドライブ」「トキメキの言葉」から一転し、独創的な雰囲気の演出が織り込まれている。

## 収録内容
CD
1. LOVE@MESSENGER [3:59]
作詞：村野直球、作曲：住吉中、編曲：YUPA
2. LOVE@MESSENGER Ai-rock ver. [3:56]
作詞：村野直球、作曲：住吉中、編曲：YUPA
3. Number [3:51]
作詞：只野菜摘、作曲・編曲：横山マサル
4. LOVE@MESSENGER（off vocal ver.）
5. Number（off vocal ver.）

DVD
LOVE@MESSENGER -Music Clip-

## 収録アルバム
- 『しあわせのいろ』（#1、#3）収録